# Escarpement d'Uorsar
Uorsar Rupes
Pour les articles homonymes, voir Uorsar.
L'escarpement d'Uorsar (désignation internationale : Uorsar Rupes) est un escarpement situé sur Vénus dans le quadrangle de Snegurochka Planitia. Il a été nommé en référence à Uorsar, déesse adyguéenne (Caucase) du foyer.